# K-3 ili Čisto nebo bez oblaka (1963.)
Kultni apstrakni film pionira i doajena eksperimentalnog filma Mihovila Pansinia iz 1963. U trajanju od 2 minute film koristi 16 mm filmsku vrpcu istovremeno i kao sadržaj i (konceptualni) mediji (fotografija dostupna na webu Muzeja avangarde).
"Posrijedi je jedan od korjenito apstrakcijskih filmova, kojim je Pansini filmski iskušao “maljevičevsku” redukciju. Riječ je o blanku (praznoj filmskoj vrpci) s kolorističkim, odnosno toniranim globalnim promjenama. Ništa drugo." - filmski kritičar Hrvoje Turković u svom izboru za 25fps festival.